# Abraham von Humbert

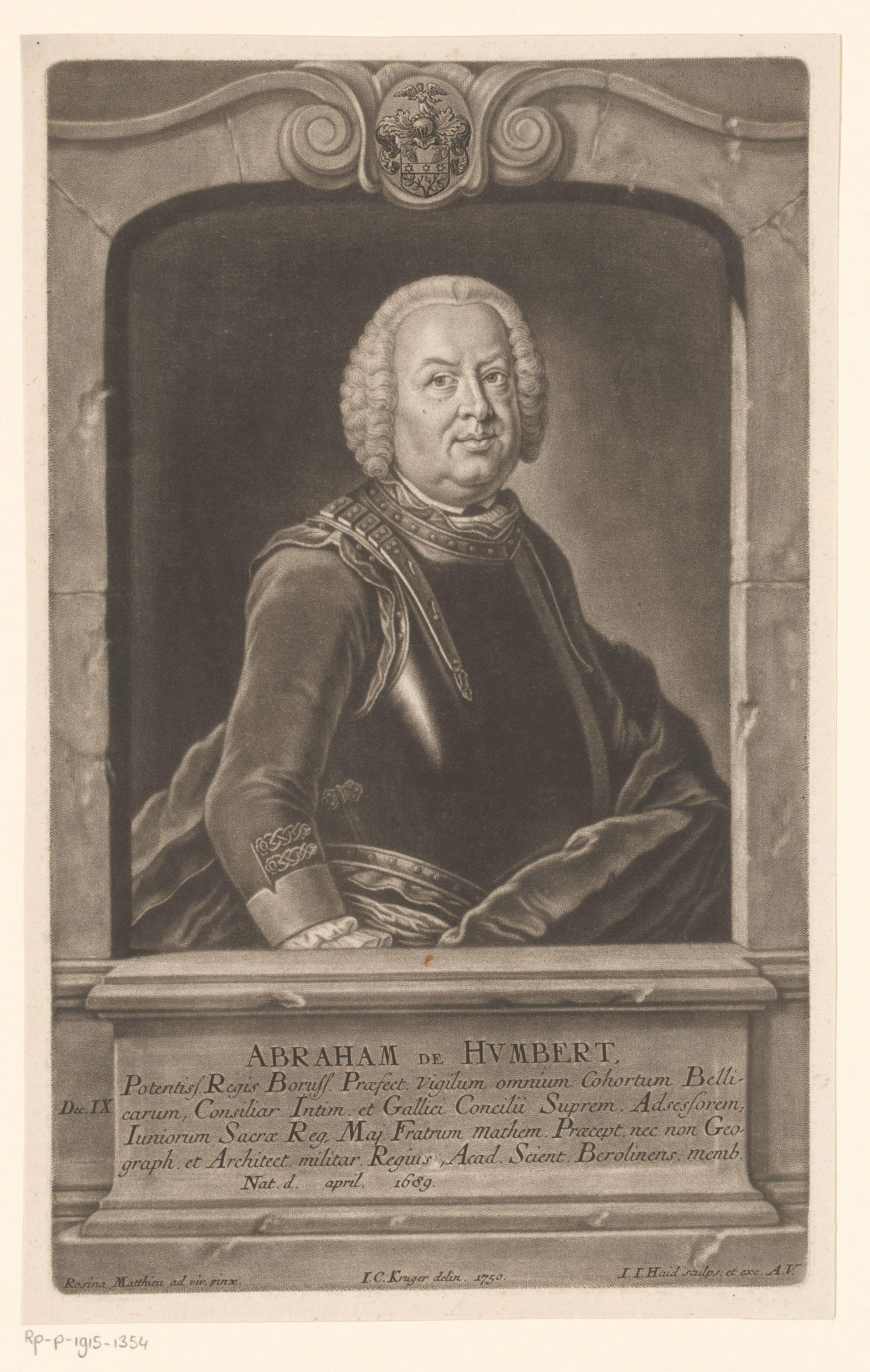
Abraham von Humbert

Abraham Humbert, ab 1746 von Humbert, (* 1689 in Berlin; † 12. Januar 1761 ebenda) war ein deutscher Mathematiker, Geograph, Ingenieur und preußischer Major hugenottischer Abstammung.
Sein Vater war Kaufmann in Berlin.
Nach seiner militärischen Ausbildung in Flandern trat Abraham Humbert 1711 zunächst als Fähnrich in sächsische Dienste. Dort  kämpfte er mit den Dragoner Regiment „Weißenfels“ in Pommern, Polen und Litauen. Ab 1719 war er in preußischen Diensten zunächst als Lieutenant im Ingenieurkorps. Später war er im Rang eines Capitains in der Festung Memel und ab 1731 in der Festung Stettin tätig. Ab 1737 war er Ingenieurmajor in der Festung Küstrin.
1740 wurde er von König Friedrich II. als Lehrer für die Prinzen nach Berlin geholt und zum Geheimen Rat beim französischen Direktorium ernannt. 1746 wurde er in den preußischen Adelsstand erhoben.
Abraham von Humbert war auch als Schriftsteller tätig und wurde am 23. Januar 1744 zum Mitglied der Königlich-Preußischen Akademie der Wissenschaften berufen.

## Werke (Auswahl)
- Lettres d’un officier ingénieur sur quelques sujets de fortification Et de geometrie pratique. Naudé, Berlin 1734. (Digitalisat)
- Lettres d’un officier ingénieur sur les moyens de faire fleurir les arts et les sciençes Haude & Spener, Berlin 1744. (Digitalisat)
- Abregè historique de l’origine et des progrez de la gravure et des estampes en bois, et en taille douce, Berlin 1752.
- L’Art Du Genie Pour L’Instruction Des Gens De Guerre. Haude & Spener, Berlin 1755. (Digitalisat)

Er übersetzte aus dem französischen von Sébastien Le Prestre de Vauban Von dem Angriff und der Verteidigung der Festungen.